# Super Princess Peach
Super Princess Peach (スーパープリンセスピーチ, Sūpā Purinsesu Pīchi) est un jeu vidéo de plates-formes développé par TOSE et publié par Nintendo. Super Princess Peach est sorti en 2005 au Japon et en 2006 dans le reste du monde sur Nintendo DS. Super Princess Peach est le deuxième jeu à mettre en scène la Princesse Peach en tant qu'unique personnage principal jouable après Princess Toadstool's Castle Run sortie en 1990 sur la Nelsonic Game Watch,.
Super Princess Peach s'est vendu à 1,15 million d'exemplaires.

## Histoire
L'histoire se passe sur l'île des Émotions, une île située non loin du Royaume Champignon. Alors qu'ils rentrent au château après une petite promenade, la princesse Peach et Papy Champi découvrent que Mario, Luigi et son serviteur Toad ont été enlevés par Bowser.
Peach part alors à l'aventure avec Perry, une ombrelle bien mystérieuse qui parle et est dotée de surprenantes capacités. La princesse devra donc se fier à elle seule et à son nouveau compagnon pour vaincre ses ennemis et pour délivrer les Toads emprisonnés tout au long de son aventure.

## Système de jeu
Le joueur dirige Peach, qui peut sauter, donner des coups de parapluie aux ennemis, ou se saisir des ennemis pour les lancer. Des icônes sont disponibles sur l'écran tactile, elles permettent de changer l'humeur de l'héroïne, pour vaincre certains ennemis ou passer certaines situations bloquantes.
Il existe quatre émotions dans le jeu. La tristesse permet à Peach de courir plus vite, elle peut l'utiliser pour vaincre certains ennemis faits de feu, de sable et s'en sert pour noyer le premier boss du jeu. Peach peut également faire pousser des plantes afin d'accéder à certaines zones et de geler le sol dans des zones froides. Certains mécanismes peuvent être actionnés avec cette émotion. La colère permet à Peach de s'entourer d'un feu ardent qui la protège et la rend quasi-invincible. Si un ennemi s'approche trop, il est immédiatement vaincu. Elle peut également détruire des blocs, faire fondre la glace, notamment celle du dragon de glace et créer des tremblements de terre quand elle atterri sur le sol. Peach peut enclencher certains mécanismes avec cette émotion. La sérénité (appelée aussi calme) redonne des PV à Peach. La joie permet à Peach de s'envoler et de tourner sur elle-même, créant un cyclone qui la protège des ennemis, qui voltige et sont immédiatement vaincus s'il s'approche trop. Elle peut également vaincre certains ennemis composés de gaz/air et actionner des mécanismes.
Perry possède diverses capacités pour aider Peach. Il peut notamment flotter sur l'eau, briser des blocs ou permettre à Peach de frapper devant elle.
Le joueur doit trouver les personnages Toad emprisonnés (trois sont cachés dans chaque niveau) pour accéder au boss final.
Les pièces que le joueur obtient au fil du jeu servent à acheter des pouvoirs (flotter en l'air quelques secondes, lancer une boule d’énergie attaquant à distance en laissant appuyé sur le bouton « B »), des mini-jeux, des pièces de puzzle, les musiques du jeu ou des facultés spéciales. En complétant le jeu dans son intégralité, Peach débloquera l’item « Émotion Infinie », une boisson qui lui permettra d’utiliser ses pouvoirs de façon illimitée sans que la jauge d’émotions ne puisse baisser.

## Accueil

### Critique
Super Princess Peach a reçu des critiques généralement positives de la part des critiques, sa cote moyenne étant actuellement de 76,60% sur GameRankings et de 75% sur Metacritic.
Le manque de difficulté du jeu a été intensément critiqué. Le site de jeux vidéo GameSpy a souligné que le nombre d’articles de la boutique et l’ambiance "Joy" rendaient "assez difficile la mort" Le critique Ryan Davis de GameSpot a écrit que le jeu était "beaucoup trop facile pour le joueur de jeu de plateforme moyen". Morgan Webb de X-Play lui a donné un 4/5, commentant que le jeu était très facile à jouer et qu'il devrait être joué par les débutants aux jeux de plate-forme.
La nature des vibrations et la campagne de marketing de Nintendo ont également été mentionnées dans certaines revues. Davis a accusé Nintendo d'avoir introduit "d'étranges courants sexuels sexistes" dans le jeu, tandis que Bryn Williams de GameSpy se demandait si Nintendo essayait de dire que toutes les femmes étaient "emo". Craig Harris de IGN a déclaré que la copie que Nintendo lui avait envoyée était livrée dans une boîte parfumée.

### Ventes
Fin juin 2007, Super Princess Peach s'était vendu à 1,15 million d'unités à travers le monde. Il est l'un des jeux les plus vendus sur la Nintendo DS.

## Prix et distinctions
| Prix et distinctions pour Super Princess Peach | Prix et distinctions pour Super Princess Peach | Prix et distinctions pour Super Princess Peach | Prix et distinctions pour Super Princess Peach | Prix et distinctions pour Super Princess Peach |
| Année                                          | Prix                                           | Catégorie                                      | Résultat | Ref.                                           |
| ---------------------------------------------- | ---------------------------------------------- | ---------------------------------------------- | --- | ---------------------------------------------- |
| 2006                                           | NAVGTR Awards                                  | Original Children's                            | \| style="background: var(--background-color-destructive-subtle--hover, #ffdad3); color: var(--color-base, #202122); vertical-align: middle; text-align: center; " class="no table-no2"\|Nomination | [ 12 ]                                         |
| 2006                                           | Golden Joystick Awards                         | Girls' Choice Award                            | \| style="background: var(--background-color-destructive-subtle--hover, #ffdad3); color: var(--color-base, #202122); vertical-align: middle; text-align: center; " class="no table-no2"\|Nomination | [ 13 ]                                         |
| 2007                                           | Internet Advertising Competition Award         | Best Toy & Hobby Integrated Ad Campaign        | Lauréat | [ 14 ]                                         |

## Manga
De février 2006 à mars 2007, le magazine Famitsu DS+Gamecube+Advance a publié manga comique basé sur le jeu vidéo nommé Peach no Daiboken!? créée par Kazumi Sugiyama,. Comme le jeu original, l'histoire se concentre sur Peach qui voyage avec Perry et est rejoint par Papy Champi dans le but de sauver ses amis des griffes de Bowser. Le manga est notamment composé de nombreux gags et de situations absurdes impliquant les personnages.

## Postérité

### Super Smash Bros.
Dans la série Super Smash Bros, le smash final de Peach est similaire à l'émotion "calme". Peach endort ses adversaires et se soigne.
Dans Super Smash Bros. Brawl, le trophée de Peach mentionne Super Princess Peach et une vignette représentant Peach du même jeu peut être débloquée. Perry apparait également en tant que vignette et trophée, mentionnant le jeu de Peach.
Dans Super Smash Bros for Wii U, le trophée de Peach mentionne Super Princess Peach.
Dans le jeu Super Smash Bros. Ultimate, Perry apparait comme esprit de soutien à débloquer. Le jeu est également mentionné dans le profil de Peach.

### Autres médias
Dans le manga Super Mario-Kun, Peach utilise les pouvoirs de ses émotions et apparait auprès de Perry,.
Dans Densetsu no Stafy 4, il existe un costume de Peach accompagné d'une ombrelle ressemblant à Perry qui est disponible pour la sœur de Starfy.
Dans Mario Super Sluggers et Mario Sport Mix, le coup spécial de Peach est basé sur ses émotions. Peach rend ses adversaires amoureux d'elle, les paralysant sur place,,,.